# فلوريد الحديد الثلاثي
 فلوريد الحديد الثلاثي  مركب كيميائي له الصيغة FeF3 ، ويكون على شكل بلورات خضراء فاتحة في الشكل اللامائي، أما الشكل المائي ثلاثي الهيدرات  FeF3.3H2O فيكون على شكل بلورات زهرية اللون.

## الخواص
- يتبلور مركب فلوريد الحديد الثلاثي اللامائي على شكل بلورات ثمانية السطوح تشترك بالرؤوس.[3] عند درجات حرارة مرتفعة 1260°K فإن البنية تكون ثلاثية مستوية من نمط التناظر D3h وتكون الرابطة Fe-F ذات طول يبلغ 176.3pm. (بيكومتر)[4]

- يتفكك فلوريد الحديد الثلاثي بالتسخين تحت الفراغ إلى فلوريد الحديد الثنائي وغاز الفلور:

2FeF3 –Δ→  2FeF2 + F2